# فرد كونراد كوش
فرد كونراد كوش (بالإنجليزية: Fred Conrad Koch)‏ هو عالم كيمياء حيوية أمريكي، ولد في 16 مايو 1876 في شيكاغو في الولايات المتحدة، وتوفي بنفس المكان في 26 يناير 1948.